# INUNAVI
INUNAVI（いぬなび）は、株式会社PLAN-Bが運営する犬に関する情報を発信するWEBメディアである。キャッチコピーは「日本をペット先進国に。」だと公式HPに記載されている（※1）。

## 概要
INUNAVI（いぬなび）は、ドッグフードを中心とした情報を発信しているWEBメディアで、獣医師やドッグトレーナーが記事を執筆・監修する他、独自調査を行い情報を発信している。